# Melanchra striata
Melanchra striata är en fjärilsart som beskrevs av Edward Alfred Cockayne 1939. Melanchra striata ingår i släktet Melanchra och familjen nattflyn. Inga underarter finns listade i Catalogue of Life.